# Svěcená voda

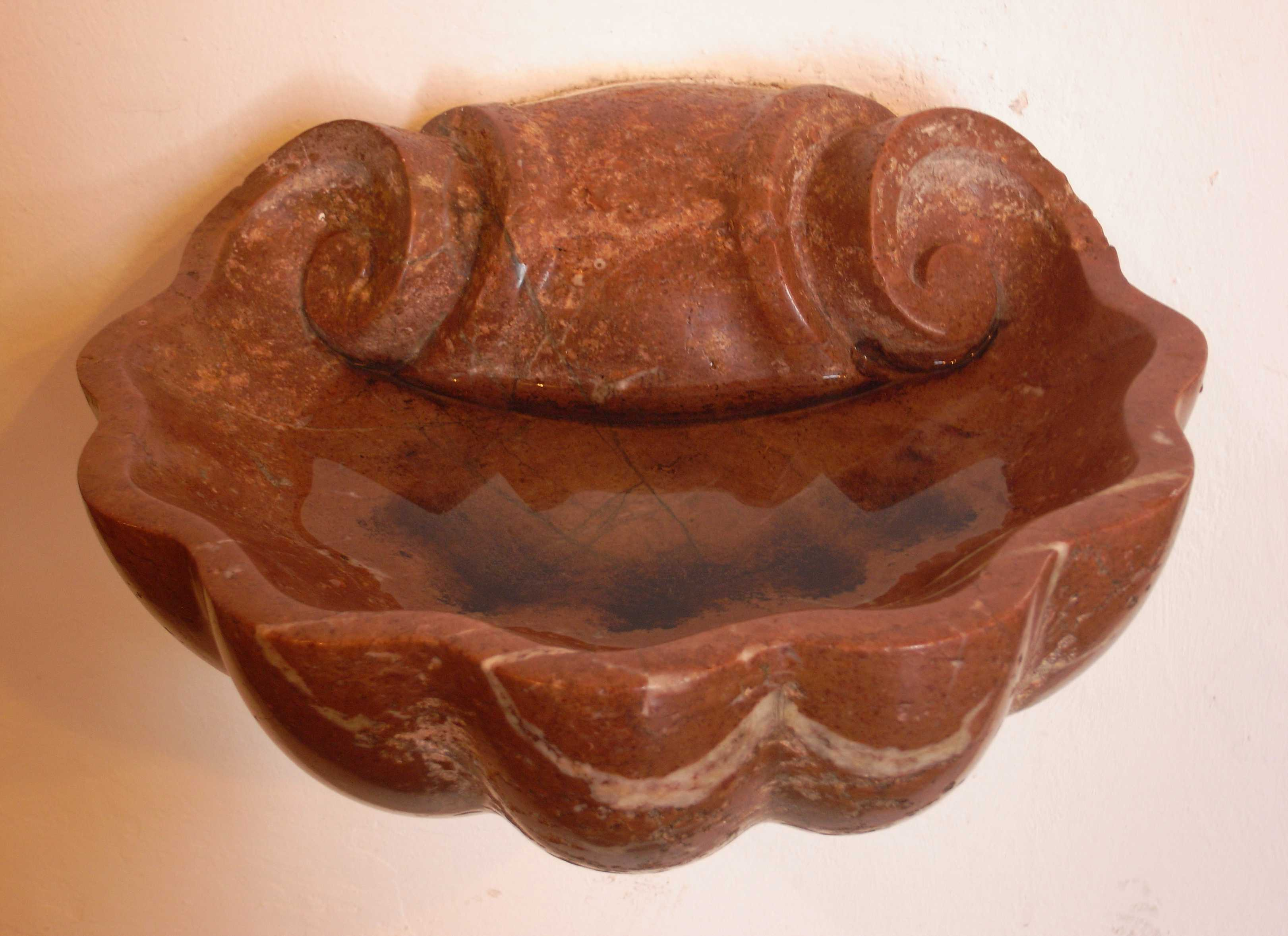
Kamenná nádoba na svěcenou vodu

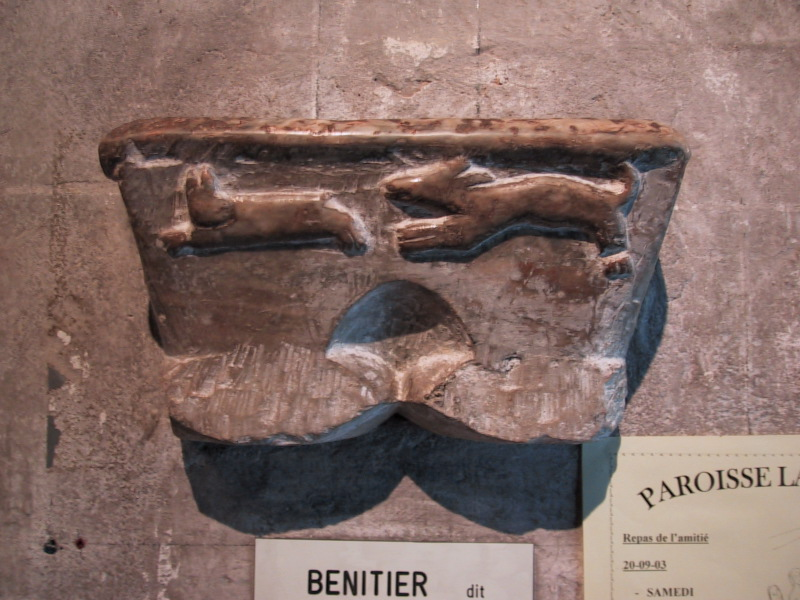
Zvláštní nádoba pro svěcenou vodu v kostele v Béarn, kterou používali jen Agoti

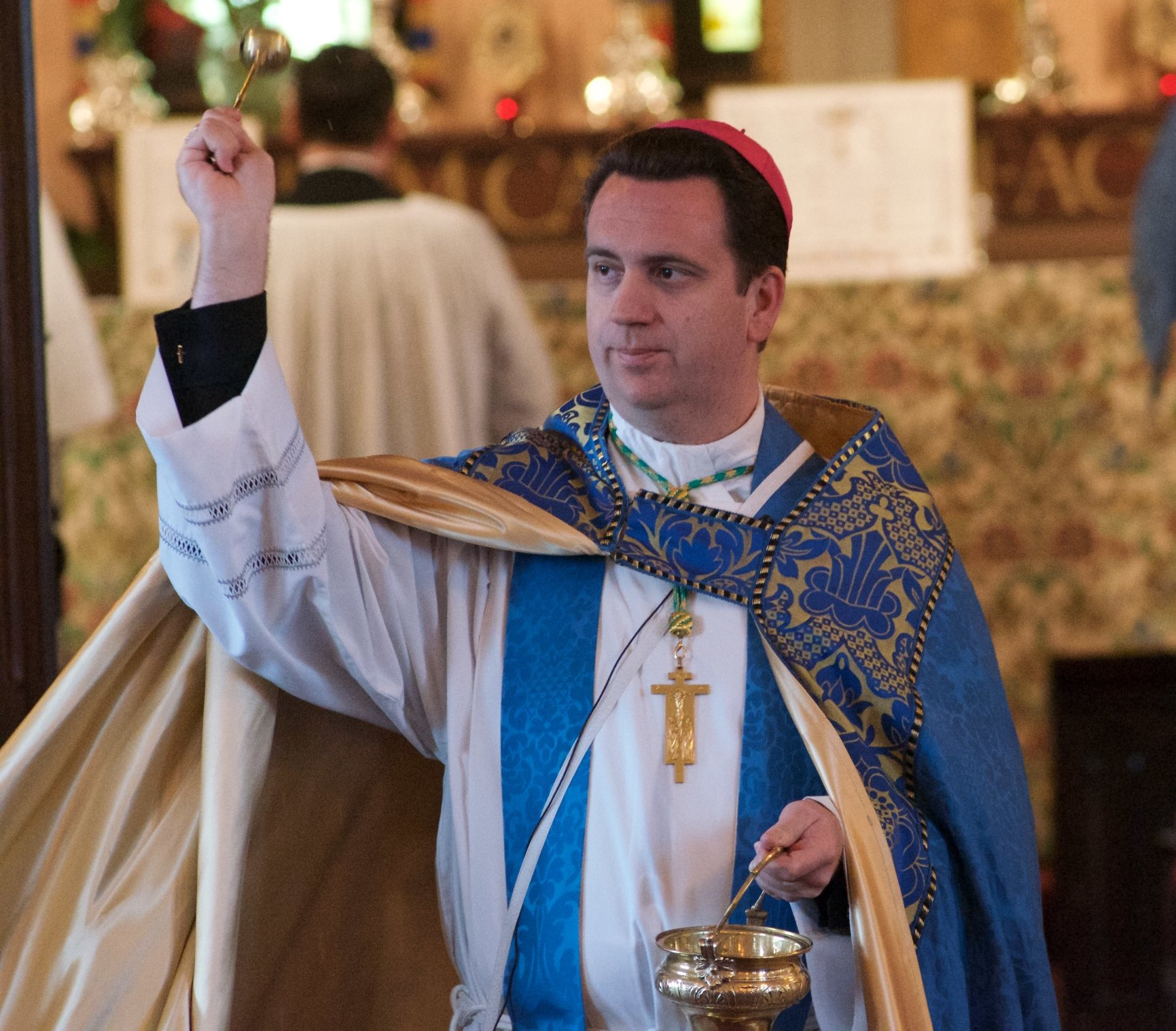
Mons. Lopez, O.P.C.S.P. v pluviálu během úkonu asperges

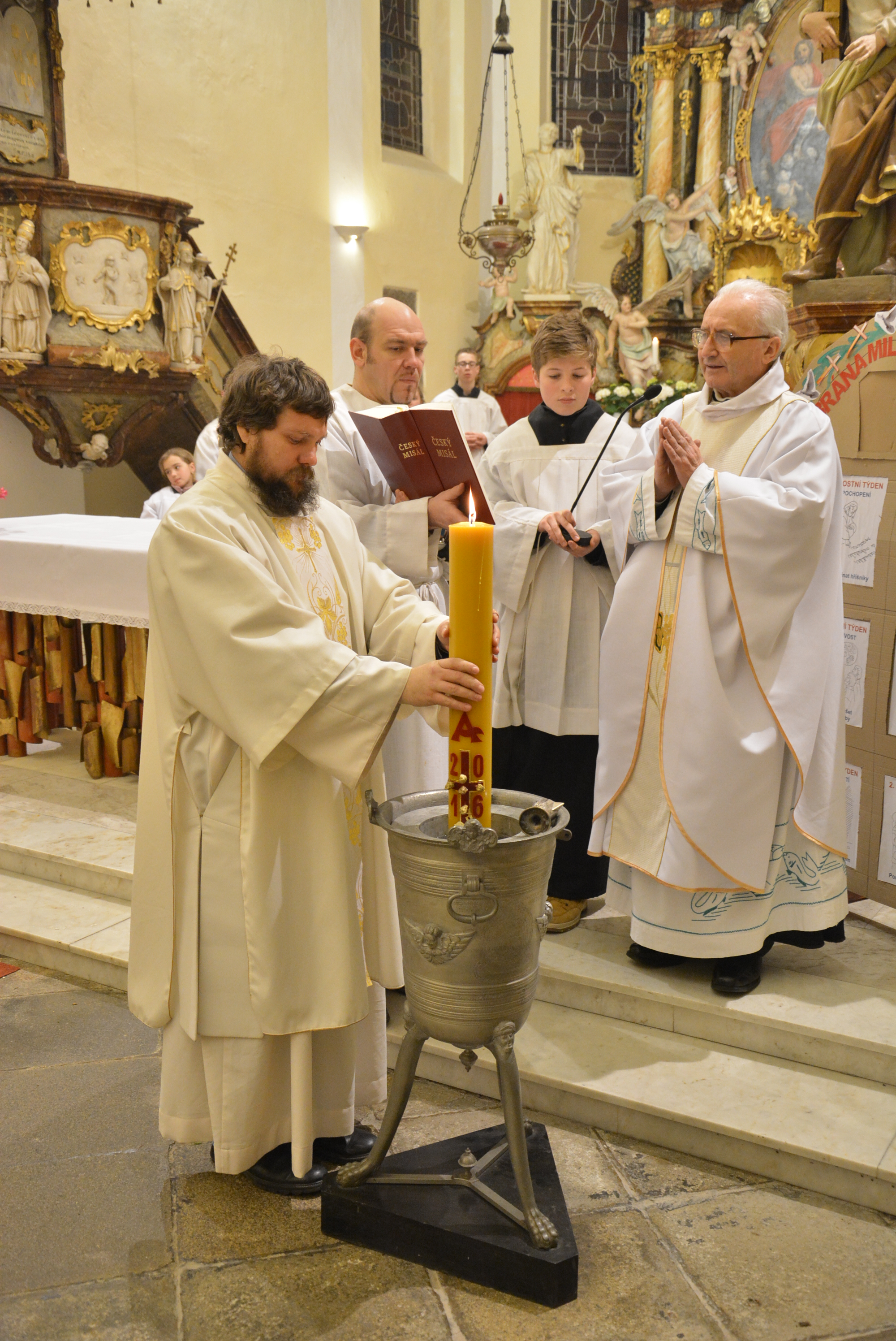
svěcení křestní vody o Velikonocích

Svěcená voda (aqua benedicta, aqua lustralis) je voda, která byla posvěcena (požehnána) při obřadu (rituálu) provedeném duchovním (církevním hodnostářem). Podle názvu rituálu, který může být nazýván též posvěcení nebo žehnání, se může nazývat též požehnaná voda nebo posvěcená voda. V katolické církvi se užívá jako připomínky křtu a používá se při požehnáních. V Pravoslaví se nazývá svatá voda.

## Katolická církev
Obvykle svěcenou vodu posvětí (požehná) kněz (případně biskup) nebo jáhen při krátkém obřadu. Svěcená voda se nalézá v kostelech a chrámech při vstupu v kropenkách upevněných na stěně či sloupu, kde si příchozí a odchozí smočí prsty a poté se pokřižují. Svěcená voda zde má udržovat vzpomínku na křestní sliby a slouží při svátostinách. Jako svátostina se někdy přeneseně označuje nejen rituál, ale i přímo voda.
V katolické liturgii má voda i další použití, například při svátosti křtu, tehdy se jí říká voda křestní.
Dále se používá při všech žehnáních, např. adventního věnce, poutníků, pokrmů atd.
Svěcená voda se používá také při exorcismu.

### Obřad posvěcení
Typickým svátkem, kdy se světí voda je 6. ledna (Zjevení Páně) a Velikonoční vigilie.
Formule žehnání vody na Zjevení Páně zní:
Požehnaný jsi, Bože, Otče všemohoucí, ty jsi zjevil, že Kristus je tvůj milovaný Syn, a těm, kdo v něho uvěřili, dáváš křestní koupelí účast na svém životě.
Požehnaný jsi, Bože, jednorozený Synu, Ježíši Kriste, tys na sebe vzal hříchy světa a sestoupils do vod Jordánu, abys nám ukázal, že voda je znamením vnitřní očisty.
Požehnaný jsi, Bože, Duchu Svatý, ty jsi spočinul na Kristu, když přijal křest pokání, a tvým působením se v nás upevňuje a obnovuje milost, kterou jsme přijali na křtu.
Ať nám pokropení touto vodou připomene náš křest, abychom žili novým životem, věrně konali svou službu a jednou aby se i na nás zjevila Boží sláva. Skrze Krista, našeho Pána.

Na Velikonoční vigilii se používá obřad kdy kněz s rozepjatýma rukama říká následující modlitbu:
Všemohoucí, věčný Bože, tvá neviditelná moc působí, že svátosti jsou viditelným znamením tvé milosti. Stvořil jsi vodu a při různých příležitostech jsi ukazoval, že její účinky naznačují náš křest. Už na počátku, když se tvůj Duch vznášel nad vodami, vložil jsi, Bože, do vody život a požehnání. A když jsi v přívalech potopy zničil hřích, stala se voda znamením nové spravedlnosti a nového života. Když jsi převáděl svůj lid z egyptského otroctví Rudým mořem, myslel jsi na ty, kdo budou pokřtěni. A když byl tvůj Syn pokřtěn vodou Jordánu, pomazal jsi ho Duchem svatým; když visel na kříži, vytryskla z jeho probodeného srdce krev a voda, a když vstal z mrtvých, dal učedníkům přikázání: Jděte a učte všechny národy a křtěte je ve jménu Otce i Syna i Ducha svatého. Shlédni tedy, Bože, na svou církev a otevři jí pramen vody, tryskající do života věčného. Kéž tvůj svatý Duch učiní tuto vodu znamením milosti tvého jednorozeného Syna: Ať svátost křtu smyje všechno staré a špatné, aby člověk, stvořený k tvému obrazu, povstal z vody a z Ducha svatého k účasti na tvém životě.

Kněz ponoří, pokud uzná za vhodné, paškál do vody – jednou nebo třikrát – a pokračuje:
Prosíme tě, Bože: Ať skrze tvého Syna sestoupí do tohoto křestního pramene síla Ducha svatého, (Drží paškál ve vodě a pokračuje:) aby všichni, kdo budou ve křtu spolu s Kristem pohřbeni, ve křtu s ním také vstali ze smrti k životu. Neboť on s tebou žije a kraluje na věky věků.
Odpověď: Amen.

Potom kněz vytáhne paškál z vody a zvolá:
Prameny, velebte Pána, chvalte a oslavujte ho navěky.

Stará latinská formule pro posvěcení zní:
Exorcizo te, creatura aquæ, in nomine Dei Patris omnipotentis, et in nomine Jesu Christi, Filii ejus Domini nostri, et in virtute Spiritus Sancti: ut fias aqua exorcizata ad effugandam omnem potestatem inimici, et ipsum inimicum eradicare et explantare valeas cum angelis suis apostaticis, per virtutem ejusdem Domini nostri Jesu Christ: qui venturus est judicare vivos et mortuos et sæculum per ignem.

Deus, qui ad salutem humani generis maxima quæque sacramenta in aquarum substantia condidisti: adesto propitius invocationibus nostris, et elemento huic, multimodis purificationibus præparato, virtutem tuæ benedictionis infunde; ut creatura tua, mysteriis tuis serviens, ad abigendos dæmones morbosque pellendos divinæ gratiæ sumat effectum; ut quidquid in domibus vel in locis fidelium hæc unda resperserit careat omni immunditia, liberetur a noxa. Non illic resideat spiritus pestilens, non aura corrumpens: discedant omnes insidiæ latentis inimici; et si quid est quod aut incolumitati habitantium invidet aut quieti, aspersione hujus aquæ effugiat: ut salubritas, per invocationem sancti tui nominis expetita, ab omnibus sit impugnationibus defensa. Per Dominum, amen.